# 市村吉五郎 (2代目)
二代目 市村 吉五郎（にだいめ いちむら よしごろう、1918年1月18日 - 2010年2月17日）は、歌舞伎役者。屋号は橘屋。定紋は根割り橘、替え紋は渦巻。公家役を得意とした。

## 来歴
1918年（大正7年）1月18日、十二代目片岡仁左衛門の次男として生まれる。
1922年（大正11年）12月天満八千代座『三日月次郎吉』の三太で本名の片岡義直の名で初舞台。
1940年（昭和15年）十五代目市村羽左衛門の養子となる。
1941年（昭和16年）1月歌舞伎座『鞍馬山だんまり』の牛若丸で二代目市村又三郎を襲名し名題昇進。
1946年（昭和21年）3月、父、十二代目片岡仁左衛門が下男に殺される（片岡仁左衛門一家殺害事件）。
1947年（昭和22年）2月東京劇場『対面』の八幡三郎で十六代目市村家橘を襲名。
1965年（昭和40年）4月、伝統歌舞伎保存会会員の第一次認定を受ける。
1967年（昭和42年）10月歌舞伎座『業平吾妻鑑』の業平ほかで二代目市村吉五郎を襲名。同名跡は三代目坂東彦三郎が名乗った初代から約150年ぶりの復活であった。
2010年（平成22年）2月17日、就下性肺炎のため自宅で亡くなった。92歳没。1998年（平成10年）4月の大阪松竹座『寺子屋』の涎くり親父吾作役を最後に病気療養のため舞台から遠ざかっていた。

## 人物
養父の十五代目市村羽左衛門、実父の十二代目片岡仁左衛門を相次いで亡くし、さらに1952年（昭和27年）には同じ十五代目羽左衛門の養子で義兄にあたる十六代目市村羽左衛門も亡くなり、若くして橘屋の重責を背負ったが、自身も病気がちでしばし臥せった。
二代目吉五郎襲名狂言の『業平吾妻鑑』の在原業平役を見た劇作家の北条秀司がこれをいたく気に入り、六代目中村歌右衛門を主演に書き下ろした新作歌舞伎『建礼門院』（1969年）の平有盛役で登用。以来、北条作品の公家役に頻繁に呼ばれた。1985年には同作を改題した若尾文子主演版の『建礼門院』（日生劇場）で新大納言成親と大納言左局を演じている。
私生活では自動車やバイク、機械いじりが好きな趣味人として知られ、盟友の中村勘九郎を会長に日産車好きの芸能人を集め『NDC』というカークラブを立ち上げたこともあった。

## テレビ
- NHK大河ドラマ
  - 赤穂浪士（1964年、NHK） - 伊達左京亮 役
  - 太閤記（1965年、NHK） - 足利義昭 役

## 受賞歴
- 村上元三賞
- 北条秀司賞